# Marjorie Pollitt
Marjorie Pollitt, nacida como Marjory Edna Brewer o Marjorie Brewer (1902-1991) fue una profesora y activista comunista británica.

## Trayectoria
Pollit fue una de los miembros fundadores del Partido Comunista de Gran Bretaña (CPGB) en 1920. En 1925 se casó con el político británico Harry Pollitt, y tuvieron dos hijos, Jean y Brian.
Durante la huelga general en Reino Unido de 1926 fue arrestada y acusada de sedición por distribuir The Workers Bulletin, un boletín comunista. Recibió una multa de 50 libras, fue despedida de su puesto de profesora por el Ayuntamiento de Londres en julio de ese año y le suspendieron su certificado de enseñanza.

## Obra

### Artículos
- 1926 - Teachers are learning.[10]
- 1927 - Beware of the “Rights”. The political alliance and its danger.[11]

### Libros
- 1937 - Defeat of Trotskyism. Communist Party of Great Britain.[12][13]
- 1989 - A Rebel Life: Marjorie Pollitt recalls her life and times. Red Pen Publications. ISBN 9780909913687.[14]